# Urma (film)
Urma este un film românesc din 2019, debutul în lungmetraj al regizorului și actorului Dorian Boguță. Este, de asemenea, primul film românesc în care joacă actrița Mădălina Ghenea și reprezintă și debutul actriței Irina Rădulescu, fiica actorului Dem Rădulescu. Filmul avut premiera la Festivalul Internațional de Film Francofon (FIFF) de la Namur, Belgia, în septembrie 2019.

## Prezentare
Anton, un pianist celebru, este dat dispărut. Polițistul care preia cazul află treptat despre destinul zbuciumat al artistului, relațiile sale bizare și deciziile care au declanșat un vârtej de evenimente surprinzătoare.

## Distribuție
- Marin Grigore în rolul Anton
- Irina Rădulescu în rolul Ana
- Mădălina Ghenea în rolul Eleonora
- Teodor Corban în rolul Nicoară
- Dragoș Bucur în rolul Radu
- István Téglás
- Lucian Ifrim

## Producția
Urma este produs de Hai Hui Entertainment, în co-producție cu Mandragora, Actoriedefilm și Point Film.
Filmările au avut loc la București și la lacul Vidraru.
Imagini din filmul Urma se regăsesc și în videoclipul regizat de Dorian Boguță pentru una dintre cele mai cunoscute piese ale trupei de rock alternativ Urma: A Place for Me, de pe albumul Trend Off din 2007.

## Premii și nominalizări
Filmul a avut premiera mondială la Festivalul Internațional de Film Francofon de la Namur și a fost selectat în competiția Spectrum la Cottbus.